# Kúra
Kúra er en pop-/electronica-gruppe fra Island og Danmark bestående af Fanney Ósk Þórisdóttir (sang), Brynjar Bjarnfoss (producer, sang). Rasmus Liebst var medvirkende producer, guitarist og sanger på albummet Halfway To The Moon (2012) .

## Diskografi
- Multicolor EP (2010)
- Halfway To The Moon (2012)

## Ekstern henvisning
- Kúra – Official Website Arkiveret 31. august 2012 hos  Wayback Machine

| Musikgruppe | Spire Denne artikel om en musikgruppe er en spire som bør udbygges. Du er velkommen til at hjælpe Wikipedia ved at udvide den. |